# Hieracium lindebergii
Hieracium lindebergii là một loài thực vật có hoa trong họ Cúc. Loài này được (Nyman) Dahlst. mô tả khoa học đầu tiên năm 1894.